# 더 브릿지 (기업)

사단법인 더 브릿지 인터내셔널(The Bridge International)은 임팩트 기부를 통해 개발도상국 내 사회적 임팩트를 가진 예비 사업가의 자립을 지원하는 사회적 기업이다. 2013년 황진솔 대표가 설립했다. 비즈니스 모델 설립 교육과 기부형 크라우드 펀딩 플랫폼을 운영하고 있다. 미국, 가나, 캄보디아에 더 브릿지 법인이 설립됐다. 2017년 UN DPI 공식 비영리 기관으로 등록됐다.

## 미션
개발도상국 사람들과의 상호 존중과 신뢰를 바탕으로 한 협력과 사회적 금융 생태계 조성한다. 개발도상국과 선진국 사람들이 서로 존중하고 다름을 인정하며, 수평적 협력을 통해 함께 살아가는 세상을 만든다. 개발도상국 사람들이 스스로 지역 커뮤니티를 활성화 할 수 있도록 사람과 환경 중심의 소셜 비즈니스를 발굴하고 지원한다.

## 비전
신뢰 바탕의 국내외 파트너들과 함께 영리 사업을 함으로써, 지속가능한 비영리 사업모델을 구축한다.

## 사업개요
국제개발사업을 개발단체가 직접 실행하는 것이 아닌, 경제적 자립을 원하고 자국의 문제를 스스로 해결하고 발전을 바라는 현지 기업과 기업가들이 스스로 할 수 있도록 이들을 교육하고 발굴해 크라우드 펀딩을 진행한다. 2017년 12월 기준으로 20여 개 국가의 110개의 개발도상국 현지 파트너와 긴밀한 협력을 진행하고 있다.

##### 자립지원 사업
더 브릿지는 현지 사회문제를 해결하고자 하는 국내외 사회혁신가들의 자립 비즈니스를 지원한다. '임팩트 기부'를 통해 모금된 기부금의 100%를 수수료 없이 이들의 지속가능한 성장과 자립을 위해 전달한다.

##### 탈북민 사업
한국 사회에 '먼저 온 통일'이라 불리는 탈북민들의 가치와 잠재력에 집중하여 탈북민들이 창업으로 자립과 안정적 정착을 이루도록 지원한다. 이를 위해 비즈니스 역량강화 교육/컨설팅, 자원 연계, 한국 청년들과의 협업으로 탈북민 창업가 성장 지원 프로그램을 운영하고 있다.

##### 글로벌 사업
국내 청년들과 개발도상국 현지인 및 전문가들이 협력하여 글로벌 이슈를 해결하고 지속가능발전목표(SDGS) 달성에 동참하는 사회혁신가를 양성하는 프로그램을 운영하고 있다. 

##### 이벤트 기부 캠페인
나만의 특별한 날에 지구마을의 다양한 문제들을 지인들과 함께 해결해가는 기부 캠페인이다. 생일, 졸업, 결혼 기념일, 아이 돌 등 나만의 멋진 기부 캠페인을 개설하여 모두에게 소중한 추억으로 남을 의미있는 선물을 받을 수 있다. 

## 임팩트 기부
1. 크라우드 펀딩 통해 모인 기부금은 운영 수수료 및 이자 없이 개발도상국 기업(가)에 100% 전달된다.
2. 현지 기업가는 비즈니스를 통해 창출된 수익으로 더 브릿지에 기부금 원금 환급을 목표로 활동한다.
3. 환급된 기부금은 다시 다른 자립 프로젝트에 재기부되어, 기부의 효과성을 높인다.

## 활동
한국 이화여대, 한동대, 한양대, 한국외대, 고려대, 뉴욕주립대(한국), 미국 Washington University, Fletcher University 등에서 개발도상국 현지 주체적 자립 및 디자인 싱킹 교육을 진행했다. 캄보디아, 라오스, 네팔, 르완다, 우간다의 대학에서 현지 대학생과 지역주민을 대상으로 창업 교육을 진행해왔다. 2017년까지 르완다 ICT 창업 센터 지원, 가나 여성 바구니 제작 사업 지원 등 23개의 프라우드 펀딩 자립 프로젝트를 지원했다.

## 연혁
- 2013.12. 비영리 민간단체 더 브릿지 설립
- 2014.03. 사회적 기업육성사업 선정
- 2014.07. 더 브릿지 가나 현지법인 설립
- 2015.02. GYB 대상 소셜 임팩트 프레임워크 연구
- 2015.04. 더 브릿지 캄보디아 법인 설립
- 2015.05. 사단법인 더 브릿지 등록
- 2015.08. 국내 난민 역량강화 교육 수행
- 2015.08. 더 브릿지 미국 법인 설립
- 2015.09. (사)더 브릿지 지정기부금 단체로 지정
- 2015.09. 네팔 적정과학기술 거점센터 기업가 정신(ATET)연구개발사업
- 2015.11. 개도국 적정기술 사업화 방안 연구 수행 (한국연구재단, 탄자니아 연합대학교)
- 2015.11. 탄자니아 연합대학교 학생대상 적정기술 창업기반 워크샵 수행 (유네스코)
- 2015.12. We Bridge Project (개도국 기업가와 George Washington MBA 학생 협력)
- 2016.02. 네팔 포카라 대학교 대상 적정기술 창업 워크샵 수행 (미래창조과학부)
- 2016.10. 예비사회적기업 지정
- 2017.11. 더 브릿지 UN DPI 정식 협력 단체로 지정
- 2018.07. UN CTON 가입
- 2020.07. 사회적 기업 인증
- 2021.05. 탈북민 창업가 이야기 'ON 장마당' 개최
- 2021.11. 구글 임팩트 챌린지 국내 유일 선정
- 2021.12. VR 온라인 탈북민 기업 박람회 '다리상점' 개최
- 2022.06. 법무법인(유) 율촌 업무협약 체결
- 2022.08. 구글닷오알지 임팩트 챌린지 운영위원회 조직